# 투석형

퍼블릭 스 토닝이 사 법적 또는 사 법적 처벌 형태 인 국가를 보여주는지도

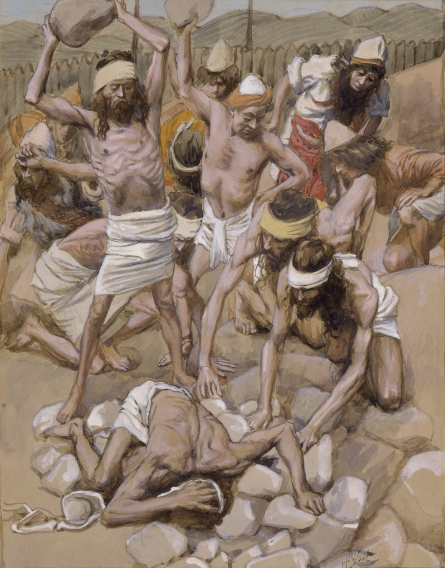
안식일 위반자에 대한 투석형. 민수기 15장에서 영감을 얻음. 자메 티소트, 1900

투석형(投石刑, stoning) 또는 석형이란 돌을 던져 죽이는 사형 방법이다. 다른 방법들보다 느리게 진행되기 때문에 고문 방식으로 간주되기도 한다. 이란과 아프가니스탄의 경우 투석형은 불법으로 규정되어 있지만 관습적으로 행해진다. 현대에 있어 투석형은 정치적으로 예민하게 다뤄지며, 이란의 경우 투석형이 자국의 이미지를 망치기 위한 정치적 프로파간다로 사용된다고 말했다.

## 유대교와기독교에서의 투석형
성경에는 간음(요한 복음서 8:1-11), 횡령(여호수아 7장), 신성모독 등의 범죄에 대해 이 방식으로 처벌한 이야기들이 나온다. 이를테면 기독교의 첫 부제 중 한 사람이었던 스데반은 (스데파노는) 모세를 모독했다는 죄로 기소되어 산헤드린 의회에 의해 투석형을 당하였다. 당시 로마 제국에서는 식민지의 정치적 반항에 대해서는 공개 처형인 십자가형, 학살 같은 로마 군대의 무자비한 폭력으로 탄압했지만, 종교적 문제에 대해서는 간섭하지 않았기 때문에 가능한 일이었다.

## 이슬람교에서의 투석형
이슬람 율법에서는 간통죄는 강간, 살인과 같이 간주하여 투석형에 처하도록 되어 있다. 남성의 경우에는 손을 뒤로 묶은 채 허리까지 땅에 파묻힌 후 투석형에 처하며, 여성의 경우는 목까지 땅에 파묻힌 후 투석형에 처한다.
AFP 통신의 보도에 따르면 2007년 7월 10일, 이란에서 간통죄를 저지른 남성을 투석형에 처하였다고 한다.

## 같이 보기
- 명예살인
- 린치
- 압사형